# Фролівська сільська рада
Фролівська сільська рада — сільська рада в Українській РСР до 1960 року на території сучасної Миронівської громади Київської області. Мала центр у селах Фролівка (до 1925 року) і Вікторівка (з 1925 року). У 1960 році була приєднана до Олександрівської сільради.
До сільради входили села Фролівка, Вікторівка, Савівка (до злиття із Вікторівкою) та Матвіївка.
Більшу частину свого існування рада входила до складу Миронівського району (у 1923–1931 та 1935–1960 роках). Також у недовгі періоди рада входила до складу Пустовойтівської волості (до 1923 року) та Богуславського району (у 1931–1935 роках).

## Історія
До 1923 року Фролівська сільрада перебувала у складі Пустовойтівської волості Богуславського (Канівського) повіту Київської губернії.
У 1923 році в Українській СРР було проведено районування, внаслідок якого утворено округи і райони замість повітів і волостей. Зокрема, постановами ВУЦВК від 7 березня і 12 квітня було утворено Миронівський район у складі Корсунської округи Київської губернії, до якого увійшла і Фролівська сільрада.
Станом на 1924 рік до сільради входили села Фролівка та Савівка, у яких налічувалося 101 господарство із загальним населенням 470 осіб.
У 1925 році сільраду було перенесено до села Вікторівка, що було нещодавно утворено поряд із селом Савівка.:78
3 лютого 1931 року Миронівський район було ліквідовано, і сільрада увійшла до Богуславського району.
У 1935 році в УРСР було проведено розукрупнення районів. Зокрема, постановами ВУЦВК від 22 січня та 17 лютого було відновлено Миронівський район у складі Київської області, до якого увійшла і Фролівська сільрада.
Станом на 1 вересня 1946 року до сільради входили села Фролівка, Вікторівка та Матвіївка.
13 лютого 1960 року рішенням виконавчого комітету Київської обласної ради депутатів трудящих №83 «Про зміни в адміністративно-територіальному поділі» Фролівську сільраду було приєднано до Олександрівської сільради.